# ایستگاه متروی میدان محمدیه
ایستگاه مترو میدان محمدیه در خط ۱ و ۷ مترو تهران است که در تقاطع خیابان‌ها خیام با مولوی در میدان مولوی یا همان میدان اعدام سابق می‌باشد.
این ایستگاه را پیشتر مولوی می‌نامیدند، که برای ایستگاهی دیگر در کنار همین ایستگاه در تقاطع خیابان‌ها مصطفی خمینی و صاحب جمع با مولوی در چهارراه مولوی، در خط ۷ نامیده شد.
در ۲۰ خرداد ۱۳۹۶، ایستگاه مترو میدان محمدیه از خط ۷ افتتاح شد و در عمق ۲۴٫۳۹ متری از سطح زمین می‌باشد.
تا پیش از این تاریخ، ایستگاه میدان محمدیه تنها مربوط به خط ۱ می‌شد که در تاریخ ۶ شهریور ۱۳۸۰ گشوده شده بود. ورودی خط یک مترو در ضلع شمال شرقی میدان محمدیه و ورودی خط ۷ مترو در ضلع جنوب شرقی میدان کوچه پورالله‌وردی است.
در ۴ شهریور ۱۳۹۸ ایستگاه میدان محمدیه از خط ۷ بازگشایی شد.